# Edward Condon
Edward Uhler Condon (2 tháng 3, 1902 – 26 tháng 3, 1974) là một nhà vật lý hạt nhân nổi tiếng người Mỹ, người tiên phong trong cơ học lượng tử và là người tham gia phát triển vũ khí hạt nhân và radar trong Thế chiến II như một phần của Dự án Manhattan. Nguyên lý Franck–Condon và quy luật Slater–Condon được đặt theo tên của ông.
Ông là giám đốc của Cục Tiêu chuẩn Quốc gia (nay là NIST) từ năm 1945 đến năm 1951. Năm 1946, Condon là chủ tịch Hiệp hội Vật lý Mỹ, và năm 1953 là chủ tịch Hiệp hội Tiến bộ Khoa học Mỹ. Suốt trong thời kỳ McCarthy, khi những nỗ lực đã được thực hiện để tìm ra những kẻ có thiện cảm với cộng sản ở Hoa Kỳ, Edward Condon là mục tiêu của Ủy ban Hoạt động phi Mỹ thuộc Hạ viện với lý do ông là 'môn đồ' của một 'phong trào cách mạng mới', cơ học lượng tử; Condon tự bảo vệ mình bằng một cam kết nổi tiếng về vật lý và khoa học.
Condon được biết đến khắp nơi vào năm 1968 với tư cách là tác giả chính của bản Báo cáo Condon, một đánh giá chính thức do Không quân Mỹ tài trợ đã kết luận rằng vật thể bay không xác định (UFO) có những lời giải thích theo nguyên tắc. Hố va chạm Mặt Trăng Condon được đặt theo tên ông.

## Lý lịch

Hình 1. Sơ đồ năng lượng nguyên lý Franck–Condon. Vì các chuyển đổi điện tử rất nhanh so với các chuyển động hạt nhân, các mức rung động được ưa chuộng khi chúng tương ứng với một sự thay đổi tối thiểu trong tọa độ hạt nhân. Các giếng thế năng được hiển thị chuyển tiếp thuận lợi giữa v = 0 và v = 2

Edward Uhler Condon sinh vào ngày 2 tháng 3 năm 1902, ở Alamogordo, New Mexico, cha là William Edward Condon và mẹ là Carolyn Uhler. Cha ông đang giám sát việc xây dựng một tuyến đường sắt khổ hẹp, nhiều trong số đó được xây dựng trong khu vực bởi các công ty khai thác gỗ. Sau khi tốt nghiệp trường trung học ở Oakland, California ông làm việc với tư cách là một nhà báo trong ba năm cho tờ Oakland Inquirer và các báo khác.
Sau đó, ông theo học Đại học California, Berkeley, ban đầu tham gia Ban Hóa học; khi biết rằng giáo viên vật lý ở trường trung học của mình đã gia nhập khoa này, ông liền chuyển chuyên ngành của mình sang học các lớp về vật lý lý thuyết. Condon kiếm được bằng cử nhân trong ba năm và bằng tiến sĩ trong hai năm. Luận án tiến sĩ của ông kết hợp công trình của Raymond Thayer Birge về đo lường và phân tích cường độ phổ của dải băng và lời gợi ý của James Franck.
Nhờ có học bổng của Hội đồng Nghiên cứu Quốc gia, Condon theo đuổi việc nghiên cứu ở Göttingen dưới sự chỉ dạy của Max Born và tại Munich dưới quyền Arnold Sommerfeld. Được sự hướng dẫn của Sommerfeld, Condon đã viết lại luận án tiến sĩ của mình bằng cách sử dụng cơ học lượng tử, tạo ra nguyên lý Franck–Condon. Sau khi xem một quảng cáo trên tờ Physical Review, Condon đảm nhận công việc về mối quan hệ công chúng tại Phòng thí nghiệm Điện thoại Bell vào mùa thu năm 1927, đặc biệt thúc đẩy khám phá của họ về nhiễu xạ điện tử.

## Sự nghiệp

### Sự nghiệp ban đầu

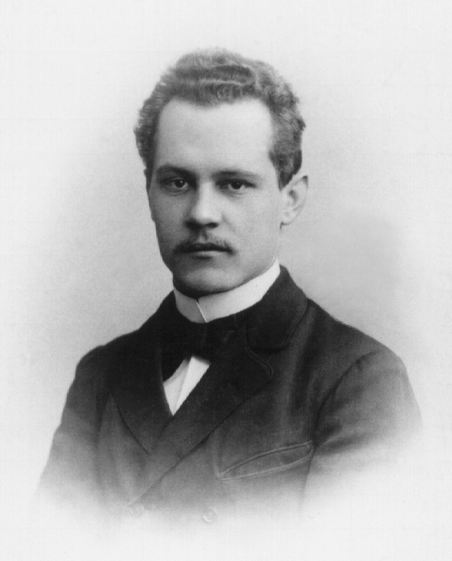
Arnold Sommerfeld, nhà vật lý lý thuyết người Đức.

Condon đã giảng dạy trong một thời gian ngắn tại Đại học Columbia và là phó giáo sư vật lý tại Đại học Princeton từ năm 1928 đến 1937, ngoại trừ một năm tại Đại học Minnesota. Nhờ Philip M. Morse, ông đã viết Quantum Mechanics, văn bản tiếng Anh đầu tiên về chủ đề này vào năm 1929. Nhờ G.H. Shortley, ông đã viết Theory of Atomic Spectra, "một cuốn kinh thánh về chủ đề này từ thời điểm xuất bản năm 1935".
Ông là phó giám đốc nghiên cứu tại Công ty Điện lực Westinghouse ở Pittsburgh, bắt đầu vào năm 1937, nơi ông thành lập các chương trình nghiên cứu về vật lý hạt nhân, vật lý chất rắn và quang phổ khối. Sau đó, ông đứng đầu mảng nghiên cứu của công ty về phát triển radar vi sóng. Ông cũng làm việc trên các thiết bị được sử dụng để cô lập uranium để sử dụng trong bom nguyên tử. Ông từng là cố vấn cho Ủy ban Nghiên cứu Quốc phòng trong Thế chiến II và giúp tổ chức Phòng thí nghiệm Bức xạ của MIT. Vào ngày 11 tháng 5 năm 1940, Condon đã trình diễn cỗ máy của mình có tên là Nimatron tại Hội chợ Thế giới New York năm 1940. Condon đã nộp đơn xin cấp bằng sáng chế vào ngày 26 tháng 4 năm 1940 và nhận được vào ngày 24 tháng 9 năm 1940 cho cỗ máy đổi mới của mình, Nimatron.

### Phục vụ chính phủ

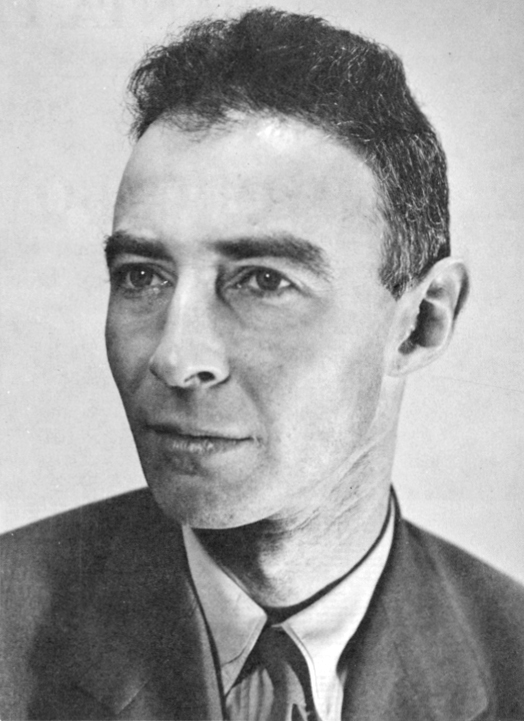
J. Robert Oppenheimer (khoảng năm 1944)

Năm 1943, Condon tham gia Dự án Manhattan. Trong vòng sáu tuần, ông đã từ chức do mâu thuẫn về an ninh với Tướng Leslie R. Groves, lãnh đạo quân sự của dự án. Tướng Groves đã phản đối khi cấp trên của Condon là J. Robert Oppenheimer tổ chức một cuộc thảo luận với giám đốc Phòng thí nghiệm Luyện kim của dự án tại Đại học Chicago.

Trong lá thư từ chức của mình, ông giải thích:  
Điều làm tôi khó chịu nhất là chính sách bảo mật chặt chẽ phi lý....Tôi không cảm thấy đủ điều kiện để đặt câu hỏi về sự khôn ngoan này vì tôi hoàn toàn không biết về mức độ của các hoạt động gián điệp và phá hoại của kẻ thù. Tôi chỉ muốn nói rằng trong trường hợp của tôi, tôi thấy rằng mối quan tâm cực độ với an ninh là sự chán nản đến mức bệnh hoạn--đặc biệt là cuộc thảo luận về việc kiểm duyệt thư từ và các cuộc gọi điện thoại.— Edward Condon

Từ tháng 8 năm 1943 đến tháng 2 năm 1945, Condon làm cố vấn bán thời gian tại Berkeley về việc phân tách U-235 và U-238. Condon được bầu vào Viện Hàn lâm Khoa học Quốc gia năm 1944. Sau chiến tranh, Condon đóng vai trò hàng đầu trong việc tổ chức các nhà khoa học vận động hành lang để kiểm soát dân sự đối với năng lượng nguyên tử thay vì kiểm soát quân sự dưới sự bảo mật nghiêm ngặt. Ông làm cố vấn khoa học cho Thượng nghị sĩ Brien McMahon, Chủ tịch Ủy ban Đặc biệt về Năng lượng Nguyên tử của Thượng viện, đã soạn thảo Đạo luật McMahon-Douglas, ban hành vào tháng 8 năm 1946, tạo ra Ủy ban Năng lượng Nguyên tử, đặt năng lượng nguyên tử dưới sự kiểm soát dân sự. Áp dụng quan điểm quốc tế, Condon ủng hộ hợp tác khoa học quốc tế và gia nhập Hiệp hội Khoa học Xô-Mỹ.
Tổng thống Harry S. Truman đã đề cử Condon làm giám đốc Cục Tiêu chuẩn Quốc gia (nay là NIST) vào năm 1945. Ông được Thượng viện xác nhận không có sự phản đối và phục vụ cho đến năm 1951. Ông cũng là chủ tịch của Hiệp hội Vật lý Hoa Kỳ năm 1946.

### Công kích trong thập niên 1940

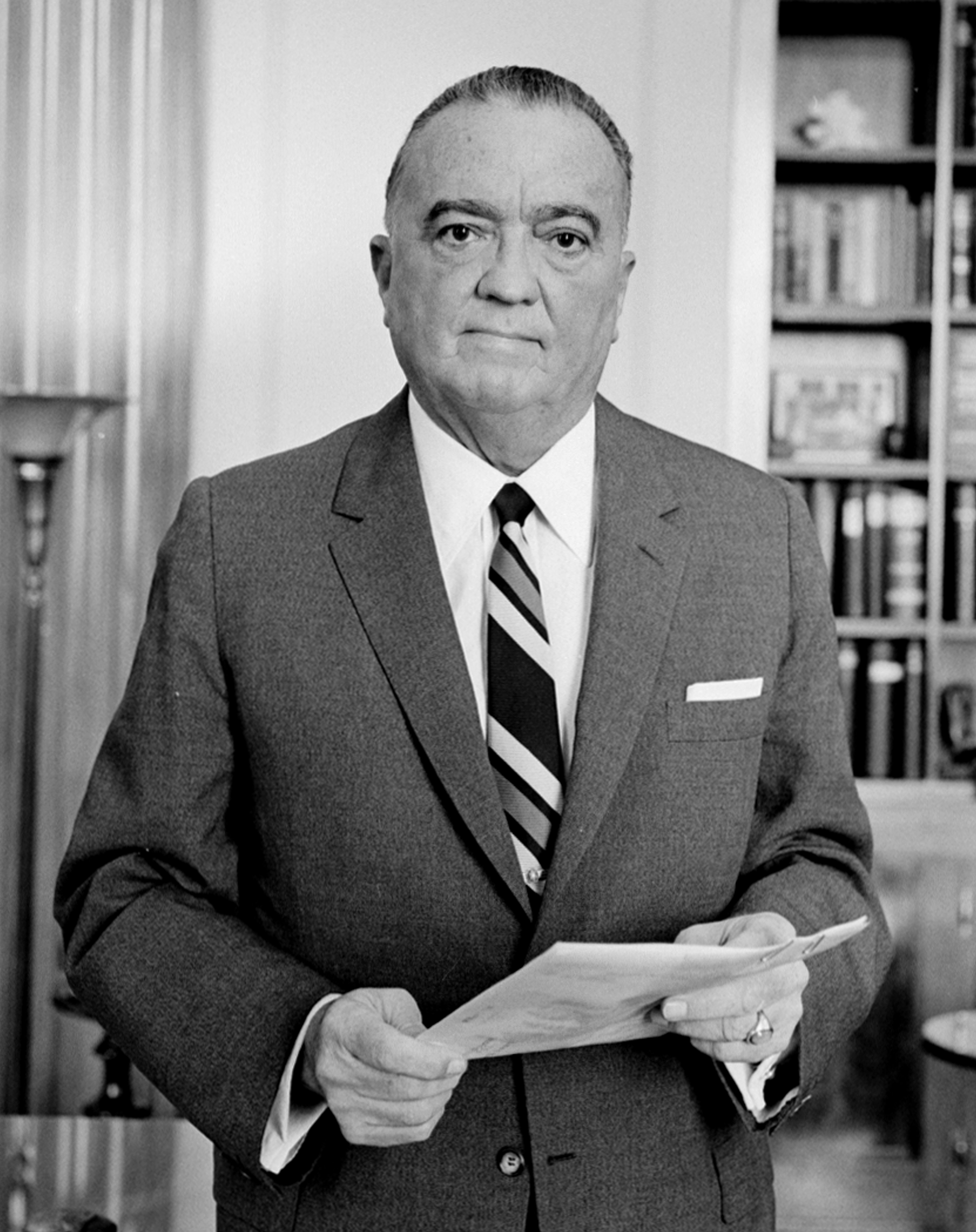
J. Edgar Hoover.

Trong những năm 1940, tình trạng giấy phép an ninh của Condon liên tục bị đặt câu hỏi, xem xét và thiết lập lại. Ngày 29 tháng 5 năm 1946, Giám đốc FBI J. Edgar Hoover đã viết một bức thư dành cho Tổng thống Truman, trong đó nêu tên một số quan chức chính phủ cao cấp là một phần của mạng lưới Liên Xô. Thư mô tả Condon là "không có gì nhiều hơn hoặc ít hơn một tay gián điệp trá hình." (Nhiều thập kỷ sau Thượng nghị sĩ Daniel Patrick Moynihan gọi đó là "cuộc nói chuyện hành lang vô căn cứ.") Chính quyền Truman đã phớt lờ những lời tố cáo của Hoover. Ngày 21 tháng 3 năm 1947, Truman đã ký Sắc lệnh Hành pháp 9835 còn gọi là "Sắc lệnh Trung thành."
Hạ Nghị sĩ J. Parnell Thomas, vị chủ tịch cực kỳ yêu nước của Ủy ban Hoạt động phi Mỹ thuộc Hạ viện (HUAC), từng gọi Condon là "Tiến sĩ Bao cao su", đã cung cấp thông tin cho tờ Washington Times-Herald phỉ báng lòng trung thành của ông trong hai bài báo xuất bản vào tháng 3 năm 1947. Thomas có một vài lý do để đưa ra một trường hợp nổi bật về Condon. Ông vốn không có thiện cảm với tinh thần quốc tế của cộng đồng khoa học ngay từ đầu và có thể sử dụng cuộc tranh cãi đang diễn ra để tranh luận về sự gia tăng việc chiếm đoạt ủy ban cho riêng mình, nhằm thúc đẩy sự phản đối Đạo luật McMahon được Condon ủng hộ, và để thu hút được sự ủng hộ trong mùa bầu cử. Bộ Thương mại đã xóa bỏ tội danh không trung thành cho Condon vào ngày 24 tháng 2 năm 1948. Một báo cáo HUAC ngày 2 tháng 3 năm 1948 nói rằng "Có vẻ như Tiến sĩ Condon là một trong những mắt xích yếu nhất trong an ninh nguyên tử của chúng ta". Condon trả lời: "Nếu đúng thực tôi là một trong những mắt xích yếu nhất trong an ninh nguyên tử thì tôi rất hài lòng và đất nước có thể cảm thấy an toàn tuyệt đối vì tôi hoàn toàn đáng tin cậy, trung thành, có lương tâm và tận tâm vì lợi ích của đất nước tôi, như toàn bộ cuộc sống và sự nghiệp của tôi đều được công khai rõ ràng".  Khi Bộ trưởng Thương mại Hoa Kỳ W. Averell Harriman từ chối chuyển hồ sơ về lòng trung thành cho Ủy ban Năng lượng Nguyên tử Hoa Kỳ, vào ngày 6 tháng 3 năm 1948, tờ Washington Post đã đăng một bài xã luận, "Có rất nhiều tiền lệ cho việc Bộ trưởng từ chối chuyển giao hồ sơ về ban trung thành trong bộ của mình liên quan đến Tiến sĩ Edward U. Condon." Tờ Post cũng phản đối một đề xuất thay thế nhằm gửi các tập hồ sơ về trường hợp Condon đến "Ban Đánh giá Trung thành" trong Ủy ban Công vụ. Ban trung thành của Bộ Thương mại đã minh oan cho Condon và Post cho rằng quyết định này sẽ có hiệu lực.

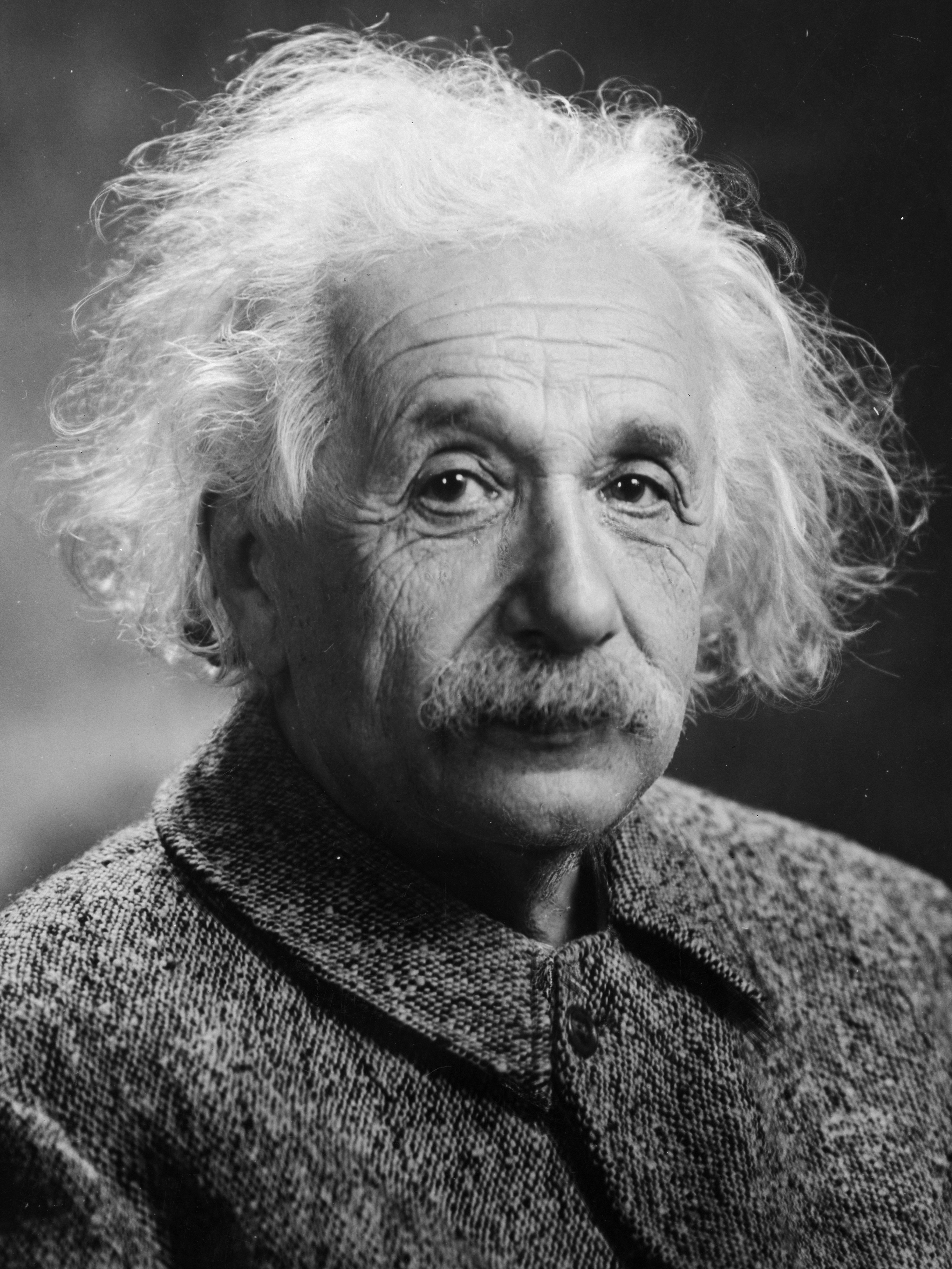
Albert Einstein (1947)

Những người bảo vệ ông gồm có Albert Einstein và Harold Urey. Toàn bộ khoa vật lý của Harvard và nhiều tổ chức chuyên nghiệp đã viết thư lên Truman thay mặt cho Condon. Ủy ban Khẩn cấp các Nhà Khoa học Nguyên tử đã tổ chức một bữa ăn tối vào ngày 12 tháng 4 năm 1948, để chứng minh sự ủng hộ, với chín người giành giải thưởng Nobel trong số các nhà tài trợ. Ngược lại, Viện Hàn lâm Khoa học Quốc gia chỉ xem xét một tuyên bố chỉ trích các thủ tục của HUAC hơn là bảo vệ Condon. Mặc dù có sự ủng hộ rộng lớn giữa các thành viên (275 đến 35), lãnh đạo của Viện Hàn lâm Khoa học Quốc gia không hề đưa ra một tuyên bố nào, và thay vào đó đã chọn nói chuyện riêng với Hạ Nghị sĩ Thomas. Vào ngày 15 tháng 7 năm 1948, Ủy ban Năng lượng Nguyên tử đã cấp cho Condon một giấy phép an ninh, cho phép ông tiếp cận thông tin mật tại NIST.

Vào tháng 9 năm 1948, tại Hội nghị thường niên của Hiệp hội Tiến bộ Khoa học Mỹ (AAAS), Tổng thống Truman, và có mặt Condon ngồi bên cạnh, đã tố cáo Hạ Nghị sĩ Thomas và HUAC với lập luận rằng nghiên cứu khoa học thiết yếu ""không thể thực hiện được bằng việc tạo ra một bầu không khí trong đó không ai cảm thấy an toàn trước tình trạng đồn thổi, ngồi lê đôi mách và nói xấu vô căn cứ". Ông gọi các hoạt động của HUAC là "thứ phi Mỹ nhất mà chúng ta phải đấu tranh ngày hôm nay. Đó là bầu không khí ở một nước chuyên chế".
Tôi đã mất rất nhiều giấc ngủ ngon khi cố gắng tìm hiểu làm thế nào bạn có thể nói theo cách này về một người mà bạn biết từ lâu, và người mà bạn biết rất rõ anh ta là một nhà vật lý tốt và một công dân tốt.— Edward Condon, Tháng 6 năm 1949.

Condon phản đối bất kỳ sự hợp tác nào với các nỗ lực của Quốc hội nhằm xác định rủi ro an ninh trong cộng đồng khoa học. Tháng 6 năm 1949, trong một lá thư cực kỳ gay gắt gửi cho Oppenheimer, từng cung cấp thông tin cho HUAC về một đồng nghiệp. Tháng 7 năm 1949, ông ra làm chứng trước một tiểu ban Thượng viện đang xem xét các quy tắc điều hành hoạt động của các ủy ban Thượng viện. Ông chỉ trích Thomas và HUAC vì đã tổ chức các phiên điều trần kín và sau làm rò rỉ thông tin phỉ báng lòng trung thành của ông và các nhà khoa học khác. Ông nói rằng ủy ban đã từ chối yêu cầu của ông và các đồng nghiệp về các phiên điều trần công khai để họ có thể đối đáp.

### Công kích trong thập niên 1950

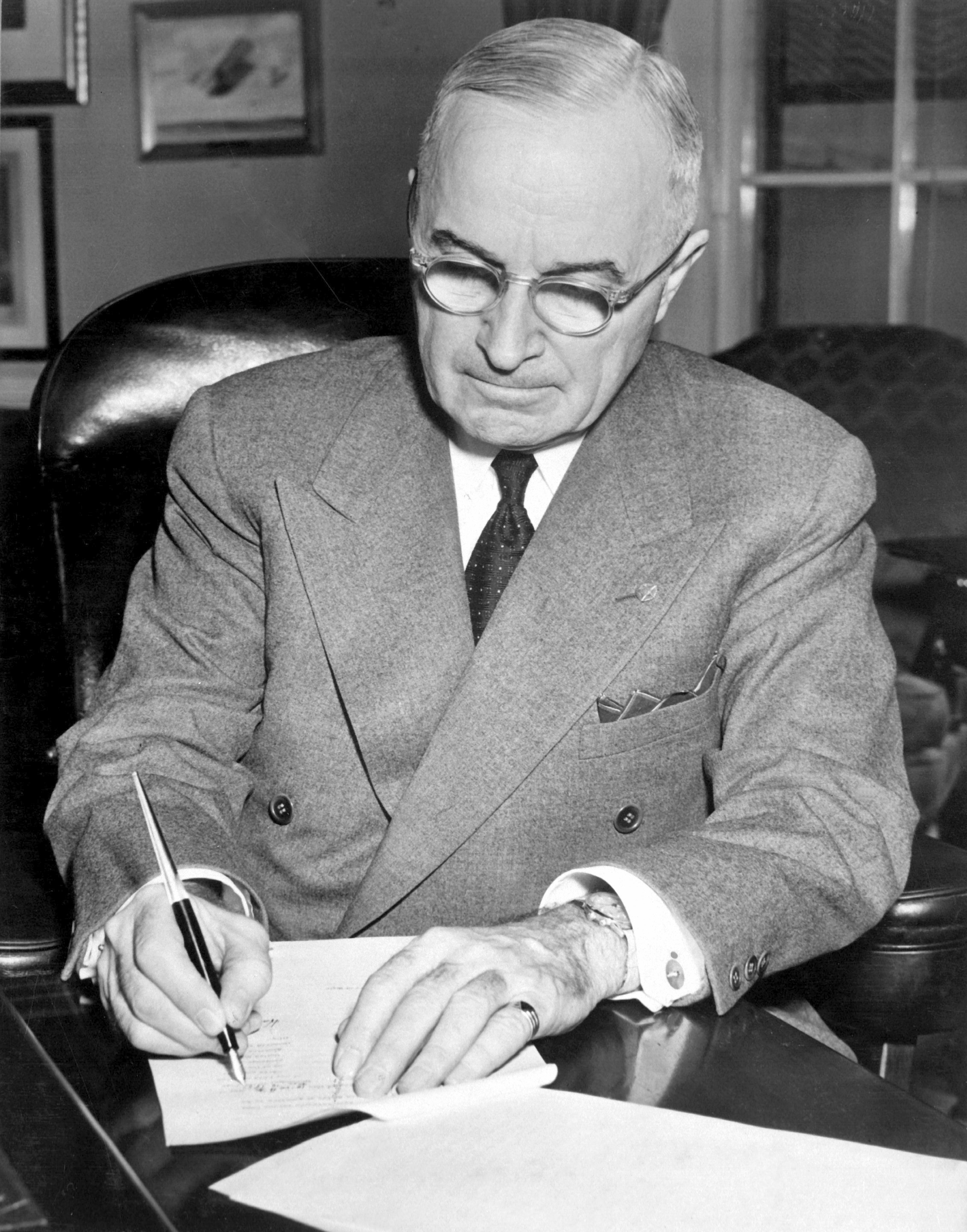
Tổng thống Mỹ Harry S. Truman (ở đây, ký một tuyên cáo công bố tình trạng khẩn cấp quốc gia và cho phép Hoa Kỳ tham gia Chiến tranh Triều Tiên)

Với hồ sơ cuối cùng đã bị xóa bỏ vào năm 1951, Condon rời khỏi chính phủ để trở thành người đứng đầu nhóm nghiên cứu và phát triển cho hãng Corning Glass Works. Ông nói rằng mức lương 14.000 đô la hàng năm của chính phủ là lý do cho việc ra đi. Tổng thống Truman đã đưa ra một tuyên bố khen ngợi: "Anh ta đã phục vụ ở vị trí quan trọng nhất với sự quan tâm liên tục và trung thành với nhiệm vụ của mình với tư cách là giám đốc, và vì lý do anh ấy đứng giữa các nhà khoa học và sự giám sát mà anh ấy dành cho các hoạt động của cục, anh ấy đã biến nó thành một cơ quan quan trọng hơn bao giờ hết". Hai nghị sĩ đảng Cộng hòa khẳng định rằng Condon đang bị điều tra là một rủi ro an ninh và đáng "bị lên án", một cáo buộc mà Bộ trưởng Thương mại Charles Sawyer phủ nhận.
Ngày 27 tháng 12 năm 1951, Condon được bầu làm chủ tịch AAAS vào năm 1953. Vào tháng 9 năm 1952, Condon, trong lời khai trước một ủy ban của Quốc hội, đã có cơ hội đầu tiên từ chối mọi lời tuyên thệ không trung thành đã được thực hiện chống lại ông. HUAC đã kết luận trong báo cáo thường niên năm 1952 rằng Condon không đáng được cấp giấy phép an ninh vì "khuynh hướng liên kết với những người không trung thành hoặc trung thành với nghi vấn và khinh miệt đối với các quy định an ninh cần thiết". Ngày 30 tháng 12 năm 1952, Condon đảm nhận chức chủ tịch của AAAS tại cuộc họp thường niên của nó, là nơi theo Bulletin of the Atomic Scientists, "Sự tung hô dữ dội của các thành viên cùng với lễ nhậm chức của ông ấy là lời khẳng định hơn nữa về niềm tin của họ vào lòng trung thành và tính toàn vẹn của ông ấy".
Năm tháng sau, giấy phép của Condon đã bị thu hồi như là tiêu chuẩn khi ai đó rời khỏi cơ quan chính phủ. Ông lại được cấp một giấy phép an ninh vào ngày 12 tháng 7 năm 1954. Giấy phép này được công bố vào ngày 19 tháng 10 và sau đó bị Bộ trưởng Hải quân Charles S. Thomas ngưng lại vào ngày 21 tháng 10. Phó Tổng thống Nixon đã công nhận việc đình chỉ và các Nhà Khoa học Nguyên tử Chicago buộc tội "lạm dụng về mặt chính trị hệ thống an ninh quốc gia", dù Bộ trưởng Thomas phủ nhận vai trò của Nixon trong vụ việc. Condon đã rút đơn xin giấy phép và vào tháng 12 đã từ chức khỏi Corning vì công ty này đang tìm kiếm hợp đồng nghiên cứu của chính phủ và ông thiếu giấy phép cần thiết để tham gia nghiên cứu quân sự. Sau khi chỉ trích các đánh giá an ninh mà ông đã vượt qua trong nhiều năm, ông nói: "Tôi không muốn tiếp tục một loạt xác minh và đánh giá lại vô thời hạn đầy tiềm năng". Corning đã trả các chi phí pháp lý liên quan đến giấy phép của Condon khi ông làm việc ở đó.
Năm 1958, Condon đã viết rằng quyết định của ông phản ánh niềm tin của ông rằng chính quyền Eisenhower "đã cam kết với chính sách dành cho sự khủng bố các nhà khoa học, hoặc, ít nhất, đối với sự thờ ơ nhẫn tâm về những gì người khác đang làm để công kích và làm mất uy tín của họ. Tôi đã quyết định tình hình là vô vọng, và tôi đã làm tất cả những gì có thể mong đợi một cách hợp lý đối với tôi khi chống lại các thế lực này trong bảy năm lâu dài".
Nhiều năm sau, Carl Sagan đã kể lại cách Condon mô tả cuộc gặp gỡ với một ban xác minh lòng trung thành: "Tiến sĩ Condon, ở đây nhấn mạnh rằng ông đã từng ở tuyến đầu của một phong trào cách mạng về vật lý được gọi là...cơ học lượng tử. Điều đó tạo ấn tượng cho buổi điều trần này rằng nếu ông có thể ở tuyến đầu của một phong trào cách mạng thì...ông cũng có thể ở tuyến đầu của một phong trào khác". Condon cho biết ông đã trả lời: ""Tôi tin vào Định lý Archimedes, được hình thành từ thế kỷ 3 trước Công nguyên. Tôi tin vào những quy luật chuyển động của hành tinh của Kepler, được phát hiện vào thế kỷ 17. Tôi tin vào các định luật của Newton...." và tiếp tục viện dẫn tên tuổi các nhà khoa học từ những thế kỷ trước, bao gồm Bernoulli, Fourier, Ampère, Boltzmann, và Maxwell. Màn vấn đáp này không hữu hiệu nhiều với ông. Phiên tòa không chấp nhận yếu tố hài hước đối với một vấn đề nghiêm trọng như vậy. Nhưng theo Carl Sagan cho biết cớ chính yếu họ có thể kết tội ông là rằng hồi học trung học, ông có làm công việc đi phân phát một tờ báo khuynh hướng xã hội chủ nghĩa tới từng nhà bằng xe đạp. Ông từng nói riêng: "Tôi tham gia mọi tổ chức dường như có mục tiêu cao cả. Tôi không hỏi liệu nó có chứa những người Cộng sản không".

### Giới học thuật

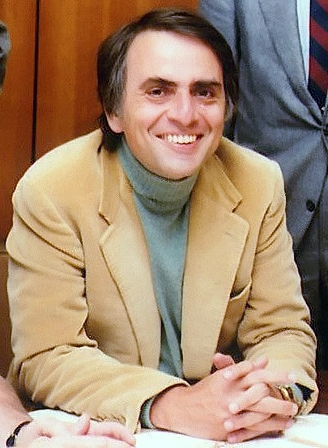
Carl Sagan.

Condon là giáo sư vật lý tại Đại học Washington ở St. Louis từ năm 1956 đến 1963 và sau đó tại Đại học Colorado Boulder từ năm 1963, nơi ông cũng là thành viên của Viện Nghiên cứu Liên hợp Vật lý thiên văn Thực nghiệm, cho đến khi nghỉ hưu năm 1970.
Từ năm 1966 đến năm 1968, Condon chỉ đạo Dự án UFO của Boulder, được gọi là Ủy ban Condon. Ông được chọn vì sự xuất chúng và không có bất kỳ định kiến nào được nêu lên về UFO. Sau đó, ông viết rằng ông đã đồng ý đứng đầu dự án "trên cơ sở kháng cáo để thực hiện một công việc dư luận cần thiết" về phía Văn phòng Nghiên cứu Khoa học của Không quân Mỹ. Báo cáo cuối cùng đã kết luận rằng vật thể bay không xác định có lời giải thích nguyên sinh. Nó đã được trích dẫn là một yếu tố chính trong mức độ quan tâm thấp đến UFO nói chung giữa các nhà khoa học và học giả chính thống.
Condon còn là chủ tịch của Viện Vật lý Hoa Kỳ và Hiệp hội Giáo viên Vật lý Mỹ năm 1964. Ông là chủ tịch của Hiệp hội Trách nhiệm xã hội về Khoa học (1968–1969) và là đồng chủ tịch của Ủy ban Quốc gia về Chính sách Hạt nhân Ôn hòa (1970). Ông đồng biên tập cuốn Handbook of Physics với Hugh Odishaw của Đại học Arizona. Ông được nhận Huân chương Frederic Ives do Hiệp hội Quang học trao tặng năm 1968. Khi nghỉ hưu, các đồng nghiệp của ông đã vinh danh ông với ấn phẩm Festschrift.

## Cá nhân và cái chết
Condon kết hôn với Emilie Honzik (1899-1974). Họ có hai cậu con trai và một cô con gái. Người con trai, Joseph Henry Condon (15 tháng 2 năm 1935 — 2 tháng 1 năm 2012) là một nhà vật lý (Tiến sĩ, Đại học Northwestern) và kỹ sư, người làm việc tại Bell Labs chuyên về các thiết bị chuyển mạch điện thoại kỹ thuật số và đồng phát minh ra chiếc máy tính chơi cờ vua Belle.
Condon qua đời vào ngày 26 tháng 3 năm 1974 tại Bệnh viện Cộng đồng Colorado Boulder.

## Di sản

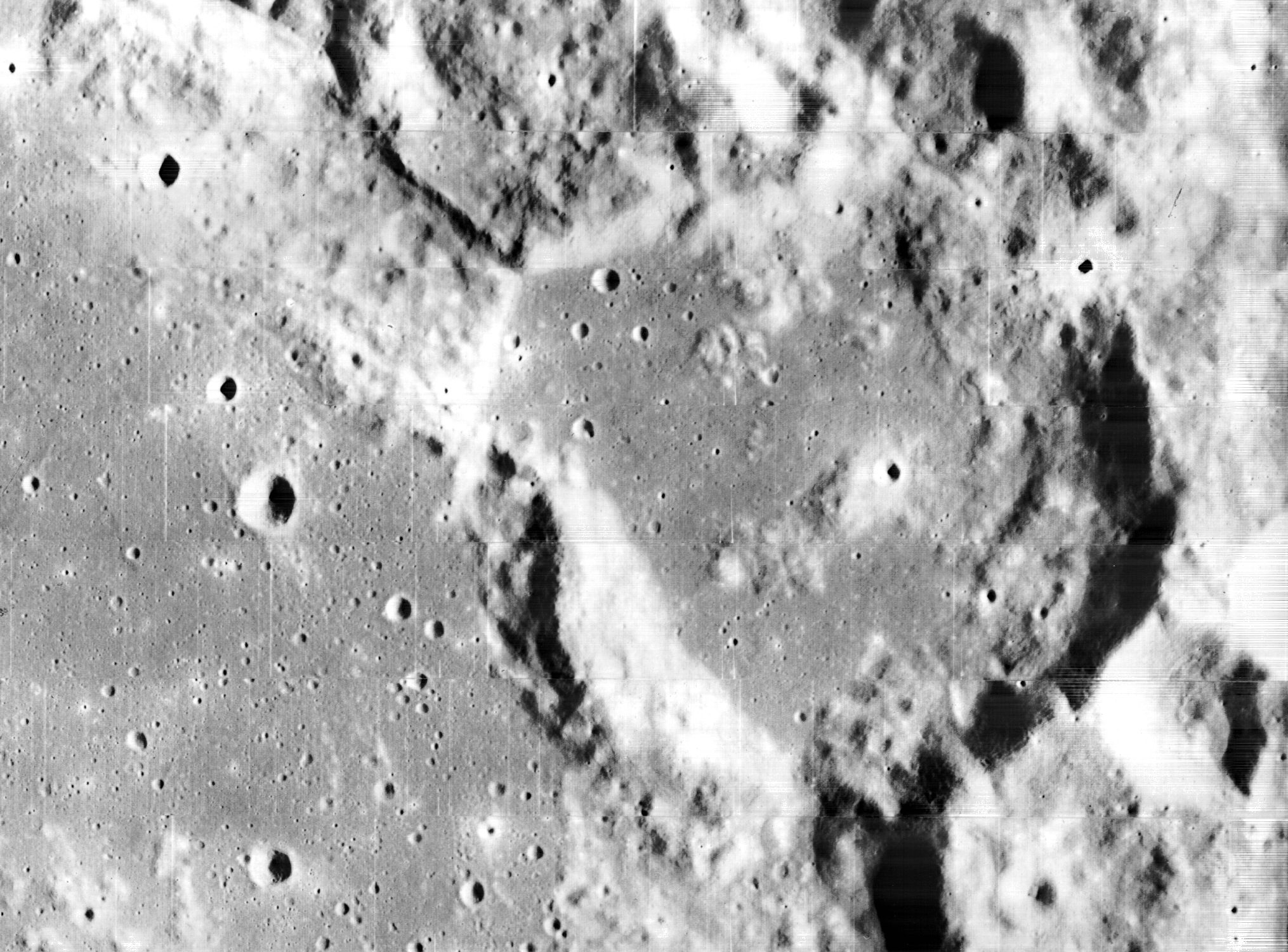
Hố va chạm Condon nhìn từ phi thuyền không người lái Lunar Orbiter 1 (hình ảnh của NASA/L&PI)

Viện Tiêu chuẩn và Công nghệ Quốc gia (NIST) đã trao giải thưởng thường niên mang tên Condon. Giải thưởng Condon công nhận những thành tựu nổi bật bằng văn bản bình phẩm về khoa học và công nghệ tại NIST. Giải thưởng được bắt đầu vào năm 1974.
Hố va chạm Condon trên Mặt Trăng được đặt tên nhằm vinh danh ông.

## Tác phẩm
- Atomic Structure viết chung với Halis Odabaşı (1980)[51]

## Trích dẫn
- "American Prometheus: The Triumph and Tragedy of J. Robert Oppenheimer". Physics Today. Quyển 58 số 11. 2005. tr. 51–52. Bibcode:2005PhT....58k..51B. doi:10.1063/1.2155759. {{Chú thích tạp chí}}: Đã bỏ qua tham số không rõ |authors= (trợ giúp)
- Clark, Jerome (1998). The UFO Book: Encyclopedia of the Extraterrestrial. Visible Ink. ISBN 978-1-57859-029-2.
- Dick, Steven J (1996). The Biological Universe: The Twentieth Century Extraterrestrial Life Debate and the Limits of Science. New York: Cambridge University Press.
- Morse, Philip M (1976). "Edward Uhler Condon: 1902 - 1974" (PDF). Reviews of Modern Physics. Quyển 47 số 1. tr. 1–6. Bibcode:1975RvMP...47....1M. doi:10.1103/RevModPhys.47.1.
- Moynihan, Daniel Patrick (1998). Secrecy: The American Experience. Yale University Press.
- Sagan, Carl (1996). The Demon-Haunted World: Science as a Candle in the Dark. New York: Ballantine Books. ISBN 978-0-345-40946-1.
- Wang, Jessica (tháng 6 năm 1992). "Science, Security, and the Cold War: The Case of E. U. Condon". Isis. Quyển 83 số 2. tr. 238–269. doi:10.1086/356112.
- Wheeler, John Archibald (1998). Geons, Black Holes, and Quantum Foam: A Life in Physics. New York: W.W. Norton.